# Hans von Pechmann
Hans von Pechman (ur. 1 kwietnia 1850 w Norymberdze, zm. 19 kwietnia 1902 w Tybindze) – niemiecki chemik, który w 1898 roku wytworzył polietylen podczas ogrzewania diazometanu.
Po studiach u Heinricha Limprichta na Uniwersytecie w Greifswaldzie został profesorem na Uniwersytecie w Monachium. Od 1895 roku aż do śmierci był profesorem na Uniwersytecie w Tybindze. Popełnił samobójstwo, zażywając cyjanek w wieku 52 lat. Od 1888 członek Leopoldiny.